# Hiroyuki Yamamoto
Hiroyuki Yamamoto (Japans: 山本裕之, Yamamoto Hiroyuki) (Yamagata, 7 maart 1967) is een hedendaags Japans componist.

## Levensloop
Yamamoto goeide op in Zushi City in de prefectuur Kanagawa, die wederom behoren tot Groot-Tokio. Hij studeerde aan de Tokyo National University of Fine Arts and Music ((東京藝術大学 Tōkyō Gei-jutsu Daigaku), Tokio en gradueerde aldaar in 1990. Zijn hogere studies, die hij met het behalen van zijn Master of Music in 1992 beëindigde, deed hij aan hetzelfde conservatorium in compositie bij Akira Kitamura, Jo Kondo en Isao Matsusita.
Als componist won hij verschillende prijzen zoals een derde prijs op het 58e Japan Music Competition in 1989 met het werk Closed figure, de competitie van de Musica Practica ter gelegenheid van hun 10-jarig bestaan in 1991 en een prijs op het 13e concours van de Japanse gezelschap voor hedendaagse muziek in 1996 voor het pianowerk Forma.
Hij was uitgenodigd tot deelname aan het Forum '91 in 1991 van de Université de Montréal in Montréal, Québec, Canada. Zijn werk werd ook geselecteerd voor de Internationale Gaudeamus Muziek Week in 1994.
In 1998 won hij de derde prijs van de BMW musica viva Competition en het geselecteerde werk Canticum Tremulum I ging in 2000 in première met het Symfonieorkest van de Beierse Omroep München. Ook bij de Toru Takemitsu Composition Award 2002 won hij met zijn orkestwerk Canticum Tremulum II een eerste prijs.
Yamamoto is lid van de componistengroep "TEMPUS NOVUM" met Haruyuki Suzuki, Yoshifumi Tanaka, Hiroshi Yokoshima en verschillende andere jonge componisten.
Als componist schreef hij voor meestal alle genres, werken voor orkest, harmonieorkest, koren, vocale muziek en een opera. Yamamoto schreef tot nu rond 60 werken en zijn werken werden door bekende orkesten in de hele wereld uitgevoerd.

## Composities

### Werken voor orkest
- 1990 Interlude, voor strijkorkest
- 1998 Canticum Tremulum I, voor orkest
- 2001 Canticum Tremulum II, voor orkest (won de 1e prijs op het Toru Takemitsu Composition Award 2002)
- 2003 Tabulata, voor orkest
- 2005 The Monody Community, voor orkest

### Werken voor harmonieorkest
- 2000 Trumpet Lilies, voor solo trompet en harmonieorkest
- 2006 Excellent Inverted V, voor gemengd koor en harmonieorkest

### Muziektheater

#### Opera's
| Voltooid in | titel                 | aktes | première | libretto |
| ----------- | --------------------- | ----- | -------- | -------- |
| 2000        | Imaginative Landscape |       |          |          |

### Werken voor koren
- 2004 Takashi, voor gemengd koor en piano - tekst: Tomohisa Matsuura
- 2004 The Champa Flower, voor dubbelkoor (SATB+SATB) en piano
- 2004 Rouroutei no Uta, voor vocaalensemble en piano - tekst: Libai = Tomohisa Matsuura
- 2004 Kenji-Sai, voor vocaalensemble - tekst: Machi Tawara
- 2004 The Champa Flower, voor twee gemengde koren - tekst: Rabindranath Tagor
- 2006 Sonor Aquae, voor vocaalensemble - tekst: Matsuo Bsho

### Vocale muziek
- 1996 Sonitus Ambiguus II, voor vrouwenstem, saxofoon en piano
- 2005 Umi-no Mieru Fukei, voor mezzo-sopraan en piano - tekst: Yukari Kojima

### Kamermuziek
- 1988-1989 Closed figure, voor altviool, cello, fluit, klarinet, harp en slagwerk
- 1989 Klanglinie, voor viool, cello, fluit, klarinet, piano en slagwerk
- 1995 Sonitus Ambiguus I, voor strijkkwartet
- 1996 Integumentum, voor sopraansaxofoon en cowbells
- 1997 Concertino per trombe con sordini, voor solo trompet, 3 trompetten en 2 cornets
- 1997 Eve I, voor strijkkwartet
- 1997 Tropic of Cancer, voor viool, altviool, contrabas, altfluit, fagot, trompet en slagwerk
- 1998 Introverted Articulation, voor cello, trompet en slagwerk
- 1998 Introduzione, Andante, Scherzo e Finale, voor cello, fluit, klarinet en piano
- 1999 Trio the Relay, voor viool, altviool en fluit
- 1999 Praeteritus, Praesens, Futurus, voor flauto-traverso en fluit
- 2000 Noli me tangere, voor altsaxofoon solo, viool, altviool, cello, contrabas, fluit, klarinet, trompet, trombone en slagwerk
- 2000 Inclino, voor altsaxofoon, viool en piano
- 2001 Ultro citroque, voor viool, cello en piano
- 2001 Boundaries on Africa, voor trompet, gitaar en piano
- 2001 Liber vermiculatus, voor 2 Zephyros en piano
- 2001 Textile Texts, voor 3 klarinetten en altviool
- 2001 Eve II, voor viool en cello
- 2002 Le Dieu de Samuel, voor fluit, slagwerk, Noh-fluit (traverso bamboefluit met zeven gaten; rond 39 cm lang) en Japans slagwerk
- 2002-2005 Fareflat, voor accordeon, saxofoon en contrabas
- 2004 Japan Sea Monody, voor viool en trompet
- 2005 What Bridget Saw, voor altsaxofoon, hobo, klarinet, basklarinet en fagot
- 2005 Strait, voor viool, cello, fluit en piano
- 2005 Fault Zone, voor viool, cello, fluit, hobo, trombone, vibrafoon en slagwer
- 2006 Chorale Conveying, voor acht trombones
- 2006 The Wedge is Struck, the Fog Remains, voor klarinet en piano

### Werken voor piano
- 1993 Tokyo Concerto
- 1996 Forma (won de prijs op het 13 e concours van de Japanese Society for Contemporary Music (ISCM Japanese section))
- 1999 Pars lunae
- 2000 Saltatrix e Terpsichore
- 2002 Origo pedum I
- 2004 Origo pedum II
- 2005 Musique pour Haus Kasuya

### Werken voor slagwerk
- 2003 Peninsula, voor slagwerk

### Werken voor traditionele Japanse instrumenten
- 2005 Cassini Division, voor Gagaku-ensemble